# آمریکا: تصویر متحرک
آمریکا: تصویر متحرک (به انگلیسی: America: The Motion Picture) یک فیلم انیمیشن کمدی و علمی تخیلی بزرگسالان آمریکایی محصول سال ۲۰۲۱ که بر اساس پدران بنیانگذار ایالات متحده و انقلاب آمریکا جرج واشینگتن ساخته شده‌است. این فیلم به کارگردانی مت تامپسون (در اولین کارگردانی بلند خود) و توسط دیوید کالاهام نوشته شده‌است. در این فیلم چنینگ تیتوم (که به عنوان تهیه‌کننده نیز فعالیت می‌کند)، جیسون منتزوکس، الیویا مان، بابی موینیهان، جودی گریر، ویل فورته، رائول تروهی‌یو، کیلر مایک، سایمون پگ و اندی سمبرگ ایفای نقش می‌کنند. این یک تقلید متحرک با درجه R از جرج واشینگتن و مبارزه او با بریتانیایی‌ها است. کمپانی نتفلیکس این فیلم را در ۳۰ ژوئن ۲۰۲۱ منتشر کرد. به‌طور کلی نقدهای منفی را از منتقدان دریافت کرد، با انتقادهایی برای نوشتن و طنز آن اما برای مفاهیم، انیمیشن، و اجرای صدا تحسین شد.

## داستان
دربارهٔ کشوری در حال نابودی است که رئیس‌جمهوری به نام جرج واشینگتن همراه با افرادش برای نجات کشور وارد جنگی خطرناک می‌شوند و…